# Joseph Jehle
Joseph Jehle – szwajcarski strzelec, dwukrotny brązowy medalista olimpijski.
Był związany z Fryburgiem, lecz później przeprowadził się do Berna. Z zawodu był architektem.
Jehle wystąpił w dwóch konkurencjach podczas Letnich Igrzysk Olimpijskich 1920, zdobywając w obu brązowe medale. Wraz z drużyną zajął trzecie miejsce w karabinie wojskowym leżąc z 300 i 600 m (skład zespołu: Eugene Addor, Joseph Jehle, Fritz Kuchen, Werner Schneeberger, Weibel), oraz w pistolecie wojskowym z 30 m (skład drużyny: Gustave Amoudruz, Hans Egli, Domenico Giambonini, Joseph Jehle, Fritz Zulauf), osiągając za każdym razem drugi najlepszy wynik w drużynie. 

## Wyniki

### Igrzyska olimpijskie
| Igrzyska | Konkurencja                                    | Wynik                             | Miejsce | Źródło |
| -------- | ---------------------------------------------- | --------------------------------- | ------- | ------ |
| IO 1920  | Pistolet wojskowy, 30 m, drużynowo             | 1270 pkt. (druż.) 262 pkt. (ind.) |         | [ 1 ]  |
| IO 1920  | Karabin wojskowy leżąc, 300 i 600 m, drużynowo | 563 pkt. (druż.) 114 pkt. (ind.)  |         | [ 2 ]  |